# 第36屆傳藝金曲獎
第36屆傳藝金曲獎由國立傳統藝術中心主辦，頒獎典禮於2025年8月23日於臺灣戲曲中心大表演廳舉辦、委託三立電視公司製播。

## 報名資格與統計
凡於2025年1月1日至2025年2月8日期間首次發行的傳統暨藝術音樂專輯以及正式公開展演的戲曲表演作品均可報名參賽。

## 入圍暨得獎名單
| 以表示得獎者 |

## 外部連結
- 傳藝金曲獎官網 （页面存档备份，存于）